# Tephrosia elata
Tephrosia elata là một loài thực vật có hoa trong họ Đậu. Loài này được Deflers miêu tả khoa học đầu tiên.